# Clementine Plessner
Clementine Plessner, född 7 december 1872 i Wien Österrike-Ungern, död i slutet av 1942 i koncentrationslägret Theresienstadt, österrikisk-tysk skådespelare.

## Filmografi (urval)
- 1932 – Theodor Körner
- 1927 – Bara en danserska
- 1926 – Der Hauptmann von Köpenick
- 1924 – Sklaven der Liebe
- 1921 – Lady Hamilton
- 1919 – Nocturno der Liebe
- 1918 – Im Zeichen der Schuld